# Szirányi Balázs
Szirányi Somogyi Balázs Márton (Budapest, 1983. január 10. –) magyar származású spanyol válogatott vízilabdázó, center, a CNA Barceloneta  színeiben 2014-ben megnyerte a LEN-bajnokok ligája döntőjét. 2022-ig a Racionet Honvéd játékosa volt.

## Sikerei, díjai

### Klub
- Spanyol bajnok: 4

Barceloneta: 2012-13, 2013-14, 2014-15, 2015-16
- Spanyol kupagyőztes: 4

Barceloneta: 2012-13, 2013-14, 2014-15, 2015-16
- Spanyol Szuperkupa-győztes: 2

Barceloneta: 2013, 2014
- Bajnokok Ligája-győztes: 1

Barceloneta: 2013-14
- Magyar bajnok: 2

Ferencvárosi TC: 1999-2000, 2017-18
- LEN-kupa-győztes: 2

Ferencvárosi TC: 2016-17, 2017-18